# Vallée-des-Prêtres
 (janvier 2023).
Si vous disposez d'ouvrages ou d'articles de référence ou si vous connaissez des sites web de qualité traitant du thème abordé ici, merci de compléter l'article en donnant les références utiles à sa vérifiabilité et en les liant à la section « Notes et références ».
Vallée-des-Prêtres est un lieu-dit de Port-Louis, capitale de la république de Maurice. C'est le secteur le plus oriental de la plus grande ville de l'île Maurice.
Vallée-des-Prêtres constitue un haut-lieu de la littérature mauricienne, apparaissant aussi bien dans Paul et Virginie de Jacques-Henri Bernardin de Saint-Pierre (1788), que dans Namasté de Marcel Cabon (1965). Il s'agit à chaque fois d'un site paradisiaque abritant les héros.